# گورستان خرپشته‌ای ماهی چال
گورستان خرپشته‌ای ماهی چال مربوط به عصر برنز میانی است و در شهرستان الیگودرز، بخش مرکزی، روستای خاکبتیه واقع شده و این اثر در تاریخ ۷ آذر ۱۳۸۳ با شمارهٔ ثبت ۱۱۲۳۴ به‌عنوان یکی از آثار ملی ایران به ثبت رسیده است.